# Campionato austriaco di calcio amatoriale
Il campionato austriaco di calcio amatoriale (ufficialmente, in tedesco, Österreichische Fußball-Amateurstaatsmeisterschaft) fu una competizione calcistica austriaca disputata tra il 1929 e il 1937 parallelamente al torneo professionistico e gestita dalla ÖFB.

## Formula
Dopo la nascita, nel 1924, della Wiener Fußball-Verband, il calcio viennese (all'epoca sinonimo di austriaco) si convertì al professionismo. La ÖFB decise così di organizzare, per il resto del Paese, un torneo che potesse comunque esprimere un vincitore nazionale, in un'epoca in cui il professionismo calcistico nella provincia austriaca non era neanche lontanamente immaginabile. Nel 1929 si disputò così la prima edizione del campionato austriaco di calcio amatoriale.
Al torneo erano ammesse le squadre campioni di land, tranne i campioni viennesi, che erano campioni nazionali. La partecipazione della capitale era data dalla squadra vincitrice della 3. Klasse, livello minore e quindi dilettantistico. La formula era ad eliminazione diretta, con partite di andata e ritorno ed eventuale spareggio in campo neutro. Le qualificazioni si dividevano in due zone geografiche, ostkreis e westkreis, le cui vincitrici si affrontavano per il titolo nazionale.
Dopo l'Anschluss il calcio austriaco fu inserito nelle strutture calcistiche del Terzo Reich, e per la prima volta le squadre di fuori Vienna poterono prendere parte al massimo torneo nazionale, ridenominato Gauliga Ostmark, risultato della fusione tra Nationalliga e campionato amatoriale.
Dopo la seconda guerra mondiale il campionato amatoriale non fu reistituito e, nel 1949, il campionato nazionale aprì definitivamente le porte ai club di tutto il Paese, ormai in gran parte accomunati nello status professionistico alle squadre della capitale.

## Albo d'oro
| Anno | Vincitore         | Finalista           | Luogo                       | Risultato   |
| 1929 | Grazer AK         | Lustenau 07         | Lustenau Graz               | 2-2 3-0     |
| 1930 | Kremser SC        | Turnerbund Lustenau | Lustenau Krems              | 7-2 1-3     |
| 1931 | LASK Linz         | Grazer AK           | Graz Linz                   | 1-1 2-1     |
| 1932 | Grazer AK         | LASK                | Linz Graz                   | 2-0 4-2     |
| 1933 | Grazer AK         | Lustenau 07         | Lustenau Graz               | 3-1 4-2     |
| 1934 | Sturm Graz        | Salzburger AK       | Salisburgo Graz             | 2-1 2-0     |
| 1935 | Badener AC        | Salzburger AK       | Salisburgo Baden bei Wien ? | 1-4 3-0 3-2 |
| 1936 | Wiener Neustädter | Innsbrucker AC      | Innsbruck Wiener Neustadt   | 3-2 6-0     |
| 1937 | Post Vienna       | Salzburger AK       | Salisburgo Vienna           | 4-0 2-2     |

## Vittorie per club
| Club              | Vittorie |
| ----------------- | -------- |
| Grazer AK         | 3        |
| Kremser SC        | 1        |
| Sturm Graz        | 1        |
| Badener AC        | 1        |
| Wiener Neustädter | 1        |
| Post Vienna       | 1        |